# Munnopsis abyssalis
Munnopsis abyssalis är en kräftdjursart som beskrevs av Menzies och George 1972. Munnopsis abyssalis ingår i släktet Munnopsis och familjen Munnopsidae. Inga underarter finns listade i Catalogue of Life.